# Авангард (газета, Буда-Кошелёво)
«Аванга́рд» — белорусская районная общественно-политическая газета, издается на белорусском и русском языках в городе Буда-Кошелёво, Гомельская область.

## Общая информация
Учредители:
- районный исполнительный комитет;
- районный Совет депутатов;
- учреждение «Редакция газеты «Авангард».

Свидетельство о государственной регистрации № 706 от 28 сентября 2009 года.
Издаётся с 1931 года. Выходит один раз в неделю по субботам на 12-16 страницах. Формат А3. Тираж на 2 квартал 2013 года – 6068 экземпляров. Распространяется по подписке и в розницу через киоск «Белсоюзпечать».
Главный редактор Палубец Ирина Александровна.

## История
Первый номер буда-кошелевской районной газеты «Ленінскі шлях» вышел 1 октября 1931 года. Сегодняшнее название — «Авангард» — газета получила в апреле 1962 года.
В годы Великой Отечественной войны несколько номеров «Ленінскага шляха» вышли в партизанском отряде: они сообщали новости, рассказывали об удачных военных операциях, проходивших на территории района. После войны при газете действовало литературное объединение, регулярно выходила литературная страница. На страницах издания выходили пробы пера будущих членов Союза писателей Беларуси: Николая Чернявского, Владимира Дюбы, Алексея Кейзерова, Татьяны Гореликовой, Владимира Бобкова, Анатолия Зекова.
Руководителями газеты в разные годы были: Владимир Царик, Владимир Сидорко, Петр Бозиков, Николай Дубовец, Михаил Болсун, Владимир Клименко, Анатолий Козлов, Николай Чечко, Валерий Калиниченко, Александр Ядренцев, Тамара Суботко, Анна Антонова.